# 広尾レース
広尾レース株式会社（ひろおレース／Hiroo Race Co. Ltd.）とは、日本中央競馬会に馬主登録をしているクラブ法人である。愛馬会法人「広尾サラブレッド倶楽部株式会社」より匿名組合契約に基づく競走馬の現物出資を受けて、中央競馬などの競走に出走させている。
勝負服の柄は青、袖緑一本輪で、ゴドルフィンの勝負服（青、袖水色一本輪）とよく似ている。冠名は特に用いない。
シンボリ牧場による一口クラブ「シンボリホースメイト」を源流とする。その後「サウスニア」という外国産馬を中心としたクラブでとなった後、2007年に「広尾レース」としてリニューアルした。

## 歴史
- 1995年 - クラブ創業。
- 2007年 - 3月にリニューアル。
- 2009年 - ステラリード号が函館2歳ステークスを優勝し、クラブ初の重賞制覇。
- 2022年 - パンサラッサ号がドバイターフを優勝し、クラブ初のGI競走制覇。

## 主な所有馬

### 現役馬
- バスラットレオン - 2021年ニュージーランドトロフィー、2022年ゴドルフィンマイル、2023年1351ターフスプリント優勝[4]
- キングエルメス - 2021年京王杯2歳ステークス優勝
- アンモシエラ - 2024年ブルーバードカップ、JBCレディスクラシック優勝[5]

### 引退馬
- スターリーヘヴン - 2005年福島牝馬ステークス2着
- ステラリード - 2009年函館2歳ステークス優勝
- ブリッツェン - 2011年ダービー卿チャレンジトロフィー優勝
- エタンダール - 2012年青葉賞2着
- ディメンシオン - 2019年京成杯オータムハンデキャップ2着
- ドゥオーモ - 2020年小倉大賞典2着・函館記念2着
- クレッシェンドラヴ - 2019年福島記念優勝・七夕賞2着、2020年七夕賞優勝
- パラスアテナ - 2020年紫苑ステークス2着
- パンサラッサ - 2020年ラジオNIKKEI賞、2022年札幌記念、天皇賞（秋）2着、2021年福島記念、2022年中山記念、ドバイターフ優勝、2023年サウジカップ優勝

## 広尾サラブレッド倶楽部（愛馬会法人）
代表取締役社長は米山尚輝。
前身はサウスニアレースホースクラブで、シンボリ牧場との繋がりもあった。